# Аршица (Бистрица-Насауд)
Аршица (рум. Arșița) насеље је у Румунији у округу Бистрица-Насауд у општини Магура Илвеј. Oпштина се налази на надморској висини од 724 m.

## Становништво
Према подацима из 2002. године у насељу је живело 442 становника, од којих су сви румунске националности.